# Sépiákova kapela
Sépiákova kapela (v anglickém originále Band Geeks) je 15. epizoda 2. série amerického animovaného dětského televizního seriálu Spongebob v kalhotách. Premiéru ve Spojených státech měla 7. září 2001. Epizoda je považována kritiky za nejlepší z druhé série, někdy také za nejlepší vůbec. Někteří[kdo?] říkají, že tomu pomohla píseň od Davida Glena Eisleyho „Sweet Victory“. Píseň byla přidána také do alba Spongebob Squarepants: The Yellow Album, které vyšlo v roce 2005.

## Děj
Když si Sépiák procvičoval hraní na svůj klarinet, přišel mu hovor. Volal mu jeho nepřítel ze školy Chobokuba, který je kromě své úspěšnosti a bohatství slavný také svým obočím. Volal mu z důvodu vystoupení na Bublinovém stadionu, na které Chobokubova kapela neměla čas, a proto ho požádal, aby se svojí hudební kapelou, kterou tou dobou Sépiák ještě neměl, vystoupila za jeho kapelu. Sépiák lhal a řekl, že jeho kapela může vystoupit. Sépiák našel dostatek přihlášených k tomu, aby vytvořil kapelu. V první lekci na hraní nástrojů nikdo dobře neuspěl. Při povyku Patrik kopl Sandy a Sandy reagovala stejným způsobem. Druhý den se Sépiákova kapela pokusila pochodovat ve městě. Dva předně jdoucí pochodovali a otáčeli s prapory tak rychle, že je to vzneslo nahoru až narazili na vzducholoď, která následně explodovala. Třetí den se Plankton pokusí hrát na harmoniku, ale tím, že je menší, ho začne unavovat běhání s foukáním z různých částí harmoniky. Na poslední den před koncertem, kdy je vidět, že se ani jediný člen kapely nezlepšil, tak se začnou členové Sépiákovy kapely obviňovat a rvát se mezi sebou. Sépiák je velice nešťastný a smutný, a tak všem najednou řekne, že nemusí přijít na koncert, a odejde. Spongebobovi je líto Sépiáka a přesvědčí celou kapelu k trénování na druhý den. Sépiák přijde oznámit, že jeho členové kapely zemřeli, ale hned jak to dořekl, se za ním ukázala vystrojená a připravená kapela. Uprostřed hřiště vzhlíží na kapelu tisíce lidí. Sépiák je stále nervózní, ale jeho kapela začne mnohem lépe hrát, než při zkouškách. Píseň, kterou začali hrát, se jmenuje „Sweet Victory“ od Davida Glena Eisleyho. Chobokuba omdlí a Sépiák s davem lidských fanoušků si začne užívat píseň. Episoda končí záběrem na slavícího Sépiáka.